# Patagocharopa
Patagocharopa is een geslacht van uitgestorven weekdieren uit de klasse van de Gastropoda (slakken).

## Soort
- Patagocharopa enigmatica Miquel & P. E. Rodriguez, 2016 †